# Yaourt
Pour les articles homonymes, voir Yaourt (homonymie).
Cet article possède un paronyme, voir yourte.
Le yaourt, yogourt ou yoghourt, est un lait fermenté par le développement de bactéries lactiques thermophiles telles que Lactobacillus delbrueckii subsp. bulgaricus et Streptococcus thermophilus.
Il fait partie des nombreux types de laits fermentés, et est introduit par les Turcs Seldjoukides dès le début du XIe siècle au Moyen-Orient, puis dans les Balkans par les Ottomans dès le XIVe siècle. Très populaire encore aujourd'hui, il est fait maison par de nombreuses familles dans les pays turcophones (Turquie, Azerbaïdjan, Kazakhstan...), en Iran, dans les Balkans (Bulgarie, Roumanie, Albanie, Grèce...) mais aussi au Proche-Orient (Syrie, Irak, Liban...). Sa standardisation et sa production industrielle dans la seconde moitié du XXe siècle, en ont fait un produit de grande consommation dans de nombreux pays du monde.
Ce mets naturellement acide est souvent additionné de sucre et de fruits pour être consommé en dessert ou au petit-déjeuner.

## Spécificités du yaourt
Les premières productions de lait fermenté ont été faites à partir de fermentations spontanées dues au développement de la microflore naturellement présente dans le lait frais, les outres en peau de chèvre et l'environnement,. Les agents de la fermentation sont principalement des bactéries lactiques qui transforment les sucres du lait en acide lactique. L'acidification du milieu déstabilise les agrégats de protéines en suspension aqueuse et entraîne la formation d'un gel (le caillé). Mais la fermentation peut être aussi affectée par les micrococcus, les corynéformes, les levures et les moisissures. D'une région à l'autre, la très grande diversité des souches fermentaires et des techniques de fabrication artisanale conduit à des produits de goût, de couleur et de texture très différents. Les bactéries lactiques de nombreux genres ont été identifiées dans les laits fermentés traditionnels (Lactobacillus, Lactococcus, Leuconostoc, Pediococcus, Streptococcus, et Bifidobacterium) mais aussi des bactéries pathogènes comme Escherichia coli, Staphylococcus aureus ou Listeria monocytogenes.
Dans la seconde moitié du XXe siècle, lorsque les yaourts sont devenus des produits de grande consommation vendus sur un marché de plus en plus large, le besoin s'est fait sentir de savoir à quoi référait de manière précise et constante l'étiquette « yaourt ».
Les produits laitiers contenant des additifs (colorants), des agents de texture (émulsifiants, stabilisants, épaississants ou gélifiants (amidon, pectine, gélatine)), ou ayant subi un traitement thermique après la fermentation, tuant les bactéries lactiques, n'ont plus droit à l'appellation « yaourt ». Ce sont les « laits fermentés aromatisés », « boissons à base de lait fermenté », et « laits fermentés ayant subi un traitement thermique après fermentation » et « boissons à base de lait fermenté ayant subi un traitement après fermentation ».
Le yaourt est un produit vivant très différent des produits traités thermiquement (étuvés ou pasteurisés) dont on allonge la durée de conservation en inactivant leur flore bactérienne. L'intérêt d'avoir un produit vivant tient au fait que les cultures vivantes améliorent la digestion du lactose chez les individus ayant des difficultés à les digérer en plus de l'effet barrière limitant le développement de germes potentiellement délétère.
Si en France, pour avoir droit à l'appellation de yaourt, le produit doit être ensemencé avec les bactéries lactiques, Lactobacillus delbrueckii subsp. bulgaricus et Streptococcus thermophilus, qui doivent se retrouver vivantes dans le produit consommé, la réglementation prévoit toutefois que le yaourt peut aussi contenir des morceaux de fruits, du sucre, du miel, des arômes... à raison de moins de 30 % du produit final.
Plusieurs laits fermentés traditionnels sont appelés yaourt, bien que les bactéries lactiques entrant dans leur fabrication ne soient pas les mêmes que celles du yaourt (Lactobacillus delbrueckii subsp. bulgaricus et Streptococcus thermophilus).

## Sortes de yaourts
Il existe différentes sortes de yaourts faits à partir de laits différents, bien que certains soient peu connus ou absents en Occident. 
Les différents laits attestés dans la fabrication de yaourt sont :
- Le yaourt au lait de vache
- Le yaourt au lait de chèvre
- Le yaourt au lait de brebis
- Le yaourt au lait de bufflonne
- Le yaourt au lait de jument
- Le yaourt au lait d'ânesse
- Le yaourt au lait de chamelle
- Le yaourt au lait de yack
- Le yaourt au lait de renne[8]
- Le yaourt au lait de lama
- Le yaourt au lait d'alpaga

## Étymologie
On dénombre environ quatre cents dénominations différentes des laits fermentés, dans le monde : yo’ourt (yoğurt) en Turquie, yaourti (γιαούρτι) en Grèce, kisselo mlyako (Кисело мляко) en Bulgarie, kos en Albanie, kisselo mleko (Кисело млеко, qui signifie lait acide) en Serbie et Macédoine du Nord, viili en Finlande, zabade en Égypte, rayeb (رَآيب) au Maghreb et Proche-Orient, matsoni en Géorgie, madzoun en Arménie, mast (ماست) en Iran, dahi (दही) en Inde, katyk (et l’airag fait avec le lait de jument) en Mongolie... Hormis la plupart des langues européennes qui ont emprunté leur vocable au turc yoğurt, les autres langues utilisent des termes sans parenté indiquant probablement des créations locales indépendantes d'autres variétés de lait fermenté.
Le terme yoghourt est un emprunt au turc yoğurt, mot qui lui-même dérive du verbe obsolète turc yoğmak signifiant « cailler, coaguler », yogourt signifie donc « caillé ». La lettre ğ était traditionnellement rendue par gh dans les translittérations latines d'avant 1928, époque où l'alphabet arabe fut abandonné pour l'alphabet latin-turc. En turc moderne, cette lettre est élidée devant une voyelle arrière, donnant ainsi la prononciation /joˈuɾt/, ce qui, adapté au français, a donné yaourt.
La première mention en turc médiéval du terme yoğurt date de l'année 1070, époque où le terme apparaît dans deux ouvrages qui décrivent l'usage du yaourt par des populations turques nomades.
En français, le terme de yoghourt apparaît sous la plume de Bertrandon de la Broquière, un voyageur intrépide qui dans les années 1432-1433, après avoir visité Jérusalem, entreprend de faire le chemin de retour par voie de terre, déguisé en Turc. Dans son ouvrage Le Voyage d'outremer, il écrit : « [Les Turquemans] nous baillerent une grande telle de lait quaillié qu'ilz appellent yogourt »,.
Le terme de yaourt est plus récent et est arrivé au XVIIIe siècle venant également du turc, mais en passant par l'anglais qui originellement avait adopté ce terme là avant d'adopter yogurt.

## Terminologie
En France, yaourt est le terme d'usage courant,,, alors qu'en Belgique, au Québec,, au Nouveau-Brunswick, en Suisse romande, et en Vallée d'Aoste,, yoghourt et yogourt sont plus usuels.
En Belgique, l'usage de yoghourt peut s'expliquer notamment par la présence du néerlandais yoghurt dans les publicités bilingues. Au Québec, au Nouveau-Brunswick et en Vallée d'Aoste, la prononciation de yogourt omet le 't' final,,. En Suisse romande, la prédominance écrasante de la Suisse allemande qui pratique le Joghurt, a amené à la consonance proche de yoghourt, les étiquettes des produits étant trilingues.
L'appareil servant à fabriquer le yaourt/yoghourt est une yogourtière au Québec et une yaourtière en France. En Belgique et en Suisse romande, les deux sont utilisés.
Au Liban, la variante locale est appelée laban.

## Histoire: des laits fermentés aux yaourts

### Néolithique: les premiers laits fermentés
L'histoire du yaourt remonte à celle des laits fermentés, obtenus par la fermentation spontanée des micro-organismes naturellement présents dans le lait, les outres ou l'environnement.
Depuis le Néolithique et le début de l'élevage, soit vers 8 500 ans avant notre ère, les éleveurs se sont aperçus que le lait caillait spontanément sous l'influence de ses propres bactéries ou sous celle d'enzymes lorsqu'il était conservé dans des outres fabriquées avec des estomacs de bovins (par l'action de la présure). La maîtrise de la fermentation lactique permettait de conserver les laitages sans altération et d'offrir des boissons rafraîchissantes ou des aliments faciles à transporter comme le fromage (après égouttage du caillé).
Ces laits fermentés, qui existent depuis des millénaires, étaient alors confectionnés à partir de lait de jument, d'ânesse ou de chamelle.

### Origine au Moyen-Orient et dans les Balkans
Même si l'origine exacte des laits fermentés est difficile à établir, les données archéologiques et historiques de l'Antiquité incitent à penser qu'elle se situe dans la zone allant du Moyen-Orient aux Balkans.

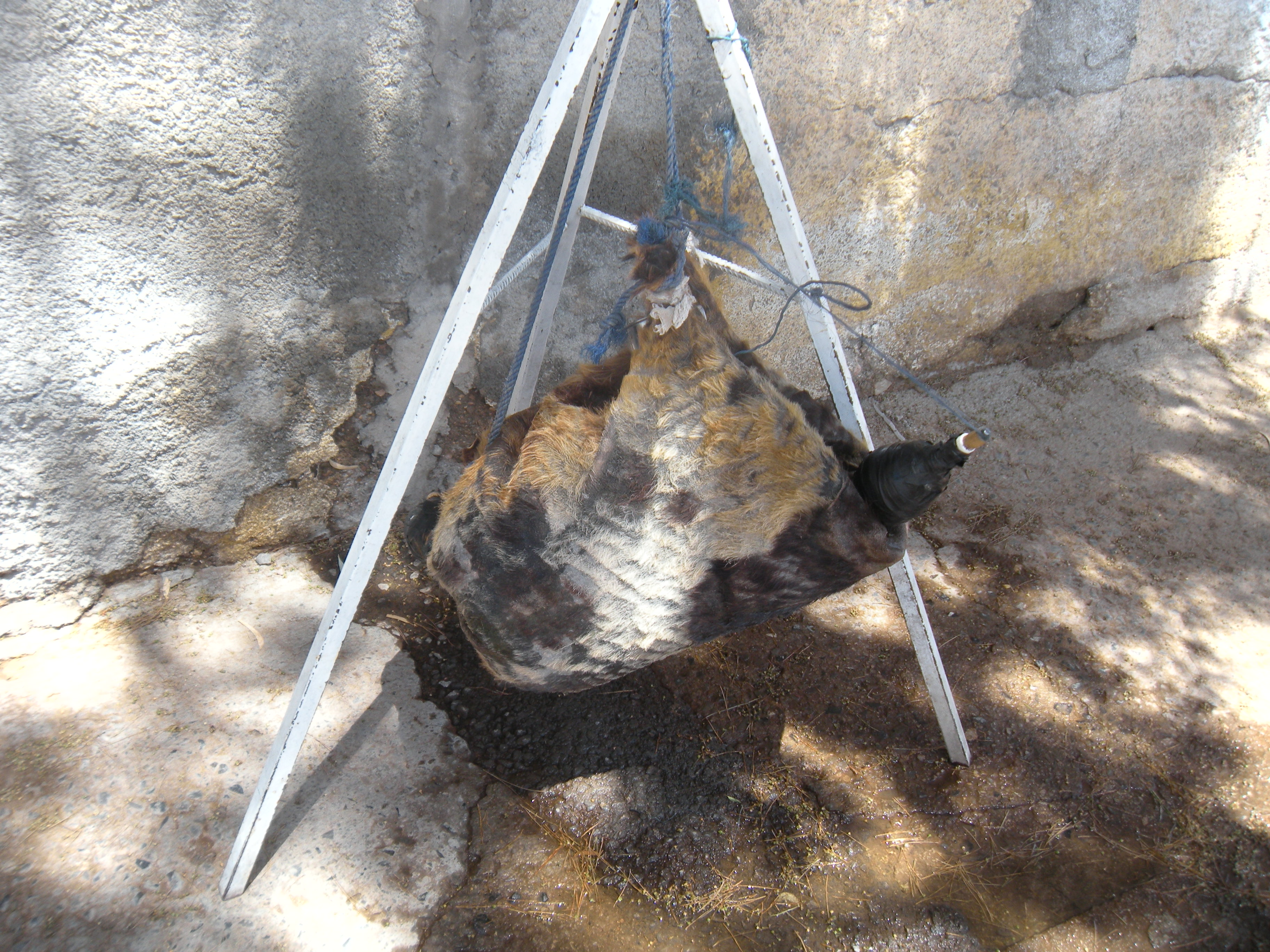
Outre en peau de chèvre, guerba, pour conserver le lait et baratter le lait caillé (Aurès, Algérie).

Les premiers témoignages archéologiques des techniques de fermentation lactique sont des poteries à trous avec des traces de lait caillé datant de 7000 avant notre ère (av. n.e.), des bas-reliefs sumériens (de 3000 av. n.e.) et des tombes égyptiennes (datées de 2350-2200 av. n.e.). Un bas-relief du sarcophage de la reine Kaouit (XIe dynastie égyptienne) représente un petit personnage en train de traire une vache, avec un petit veau attaché à sa patte avant, pour le tenir à l'écart de la mamelle.
Ainsi, il existe des preuves de l’existence de produits laitiers fermentés dans un but alimentaire depuis au moins le IIIe millénaire av. J.-C.
Dès le VIIIe siècle avant notre ère, en Grèce, Homère rapporte dans l'Odyssée que le cyclope, après avoir trait avec soin les brebis et les chèvres bêlantes « fit cailler la moitié du lait, éclatant de blancheur, le recueillit et le déposa dans des corbeilles de jonc ; puis, il versa l'autre moitié dans des vases, pour la boire ensuite et en faire son repas du soir », évoquant ainsi le caillé (résultant probablement d'une fermentation spontanée) et le petit-lait.
Au Ve siècle avant notre ère, Hérodote décrit une technique des Scythes, consistant à « remuer et agiter » le lait dans des vases de bois, pour séparer le beurre du babeurre.
Les premiers témoignages évoquant les yaourts tels qu'on les connaît remontent au Ier siècle avec les descriptions de Pline.
Dans ses écrits encyclopédiques, Pline l'Ancien avait remarqué que certaines tribus savaient« faire prendre le lait pour en former une liqueur d'une acidité agréable ». Il la décrit comme une « essence divine » servant de remède à de nombreux maux.
Les premiers laits fermentés résultent probablement d’une fermentation spontanée, comme la fabrication traditionnelle du rayeb au Proche-Orient peut nous le laisser penser : le lait fraîchement trait est laissé dans un vase en terre à l'air libre jusqu'à ce qu'il caille (tourne) spontanément (en 24 à 72 heures selon la température du local). Il est ensuite conservé dans une outre en peau de chèvre et additionné de sel marin. Un morceau de ce vieux « caillé spontané » peut servir ensuite à ensemencer du lait tiédi. Par ré-ensemencements successifs, les souches les plus aptes à supporter la compétition d'autres micro-organismes et capables de donner les meilleurs produits dans une région donnée ont été sélectionnées.
« Aujourd'hui, plusieurs pays prétendent être les inventeurs du yaourt, mais aucune donnée claire ne permet de le savoir et il est possible qu'il ait été découvert indépendamment plusieurs fois. »

### Apparition en France
Si la première évocation des yaourts remonte à Pline l'Ancien, en France, il faut attendre le XVIe siècle pour qu'ils fassent leur apparition. C'est François Ier qui va, malgré lui, introduire pour la première fois ce produit dans ce pays.
Le roi, souffrant de problèmes digestifs, aurait été guéri en 1542, grâce à un « yaourt » à base de lait de brebis préparé par un médecin turc, envoyé par Soliman le Magnifique, son allié diplomatique. Le roi fut guéri mais le médecin refusa de livrer son secret de préparation et son usage fut sans lendemain.
Il faut encore attendre plus de 400 ans et la découverte des micro-organismes à l'origine des fermentations par Pasteur, pour que le yaourt fasse son retour en France.
En Europe, il semble qu'avant le XXe siècle, seules les populations des Balkans et des pays Scandinaves (depuis l'époque des Vikings) aient consommé régulièrement du yaourt.

### Démocratisation du yaourt auXXesiècle
Stamen Grigorov, un jeune chercheur bulgare, découvre en 1905 à Genève, dans des échantillons de yaourts provenant de son pays, la bactérie qui donne l'acidité au yaourt, (par transformation du sucre du lait, le lactose, en acide lactique). Invité à l'Institut Pasteur à Paris, Stamen Grigorov présente ses travaux qui reçoivent un accueil favorable. Elie Metchnikoff se charge de vérifier la découverte et de la présenter à la communauté scientifique, ce qu'il fait trois ans plus tard devant l'Académie des sciences. Le micro-organisme est appelé Bacillus bulgaricus Grigorov, puis renommé Lactobacillus delbrueckii subsp. bulgaricus, nom toujours utilisé aujourd'hui.
Parallèlement, Élie Metchnikoff (1845-1916), prix Nobel de physiologie ou médecine en 1908 et vice-directeur de l'Institut Pasteur, s'intéresse à la population des Balkans consommatrice de yaourt. Le scientifique s’interroge alors sur le lien entre consommation de yaourt et longévité des montagnards en Bulgarie. Selon lui, les effets pathogènes de certaines bactéries s'annulent en absorbant des bactéries lactiques provenant de lait aigri, de yahourth des Balkans, de prostokwacha russe, etc (selon ses propres termes). Il découvre les effets bénéfiques du yaourt sur les désordres intestinaux des nourrissons,. Dès lors, il introduit dans son alimentation quotidienne du lait caillé.
Ses hypothèses éveillent un intérêt nouveau pour les effets bénéfiques sur la santé, des micro-organismes vivants apportés par l'alimentation, intérêt qui ne s'est toujours pas démenti puisque le nombre d'études sur les probiotiques ne cesse d'augmenter depuis deux décennies.
Si Élie Metchnikoff contribue à faire reconnaître la valeur nutritive du yaourt, ce sont deux industriels, Deukmedjian Aram et Isaac Carasso, qui vont en faire un produit de grande consommation, fabriqué non plus à la maison mais en usine.
Après avoir suivi ses études à la Sorbonne à Paris, Deukmedjian Aram, un Arménien de Constantinople, ouvre en 1912 un restaurant Au rendez-vous des étudiants associé à une boutique Cure de yogourt, au 8, rue de la Sorbonne. Pour sa spécialité de yoghourt Aram, il obtient le label de l'Institut Pasteur "Seul fournisseur du Pr Metchnikoff". Le yaourt est vendu avec une notice stipulant : « J'ai mangé et analysé le yaourt Aram. Il n'est pas nuisible pour la santé. Au contraire, il contient des ferments lactiques qui sont utiles pour notre corps »
Dans les années 1920, les yaourts, considérés comme des préparations à visée thérapeutique, sont alors exclusivement vendus en pharmacies et prescrits pour guérir les désordres intestinaux des enfants.
En 1921, Deukmedjian Aram décide de passer au stade supérieur et investit dans une usine de fabrication de yaourts à Montrouge. Plusieurs fois médaillé, il contribue à faire connaître les bienfaits de ce produit.
Comme Aram, Carasso est lui aussi un sujet de l'Empire ottoman. Venu s'installer à Barcelone, Isaac Carasso ouvre dès 1919, en Espagne, un atelier de fabrication en utilisant des ferments issus de l'Institut Pasteur. Les yaourts ainsi produits sont vendus dans les pharmacies comme préparations médicinales. Ils portent le nom de « Danone », inspiré de Danon, diminutif affectueux donné par Isaac Carasso à son fils Daniel. Après des études en France, ce dernier fonde en 1929 la Société du yoghourt Danone. Sur un petit terrain acquis à Levallois, il construit une usine et « comme en Espagne, la vente des yaourts Danone se fit, avec des arguments commerciaux de santé, [et] une bonne petite place dans les pharmacies de la région parisienne ».
Les premiers récipients sont en porcelaine, la partie intérieure est colorée en marron, le reste en blanc crème. Puis, il installe une première boutique de vente et lance le premier yaourt aux fruits en 1937. Dans les années 1950, les yaourts parfumés sont vendus dans des pots en carton. En 1963, c'est au tour du yaourt brassé auquel seront ajoutés des fruits l'année suivante.
La marque Danone fait également une percée aux États-Unis sous le nom de Dannon. La fabrication du yaourt y est également reprise par la compagnie General Mills.

### Essor mondial à partir des années 1950
À partir des années 1950, la consommation de yaourt se démocratise. Le produit n'est plus vendu dans les pharmacies, mais dans les crèmeries et les grandes surfaces.
Sa consommation ne va cesser de croître en Europe, en Amérique et en Asie orientale, pourtant réputée lactophobe. Jusqu'à la fin du XXe siècle, les produits laitiers ne faisaient pas partie du régime alimentaire des Chinois, composé de riz et de blé, accompagnés de légumes et de viande.
Toutefois, la consommation de produits laitiers en Chine n'était pas absente du régime alimentaire de la population. Elle était réduite au cercle familial en raison de la non-industrialisation.
Depuis la fin des années 1990, la consommation de produits laitiers a bondi dans les grandes villes chinoises du pays.
En mars 2015, l'Autorité de la concurrence française impose une amende de 192 millions d'euros au cartel du yaourt.

## Définition
Le Codex Alimentarius (Codex Stan 243-2003) définit le lait fermenté comme « un produit laitier obtenu par la fermentation du lait par l'action de micro-organismes. Ces levains doivent être viables, actifs et abondants dans le produit à la date de durabilité minimale. Si le produit subit un traitement thermique après la fermentation, l'exigence portant sur la viabilité des micro-organismes lui fait perdre sa dénomination. (...) Certains laits fermentés sont caractérisés par un/des levains spécifiques utilisés pour la fermentation. »
Selon la norme, ne peuvent porter la dénomination « yaourt » que les laits fermentés présentant des « cultures symbiotiques de Streptococcus thermophilus et Lactobacillus delbrueckii subsp. bulgaricus. »

### Réglementation
En France, la dénomination du mot yaourt est soumise à une réglementation stricte, régie par l'arrêté du 30 décembre 1988.
Pour obtenir l'appellation « yaourt », le produit doit être fermenté par deux souches de bactéries lactiques : Lactobacillus bulgaricus (ou plus précisément Lactobacillus delbrueckii subsp. bulgaricus) et Streptococcus thermophilus,.
D'après la réglementation, le yaourt peut aussi contenir des morceaux de fruits, du sucre, du miel, des arômes, à raison de moins de 30 % du produit final.
Les laits fermentés à l'aide d'autres bactéries comme les bifidus ne peuvent s'appeler « yaourts ».
Les bifidobactéries colonisent l'intestin quelques heures, alors que les Lactobacillus bulgaricus et les Streptococcus thermophilus agissent sur la durée.
Par ailleurs, le produit fini doit contenir au moins 10 millions de bactéries par gramme, ce qui représente environ un milliard par pot. Ces ferments doivent rester vivants dans le produit fini, ainsi que pendant sa consommation. Une fois le yaourt ingéré, ces bactéries se logent dans l'intestin, où elles poursuivent leur travail de fermentation et aident à la digestion. Ce sont précisément ces ferments qui jouent un rôle bénéfique sur la santé.
De nombreux pays n'ont pas adopté cette réglementation restrictive et autorisent l'ajout d'additifs et d'autres micro-organismes ou des traitements thermiques postfermentations. Par exemple, en Belgique des laits fermentés à l'aide des deux bactéries spécifiques des yaourts et, en outre, de bifidus sont vendus dans des pots portant en tout petit (lettres d'environ 0,5 mm) et dans les deux principales langues nationales l'inscription "Yaourt au Bifidus ActiRegularis®".

## Fabrication

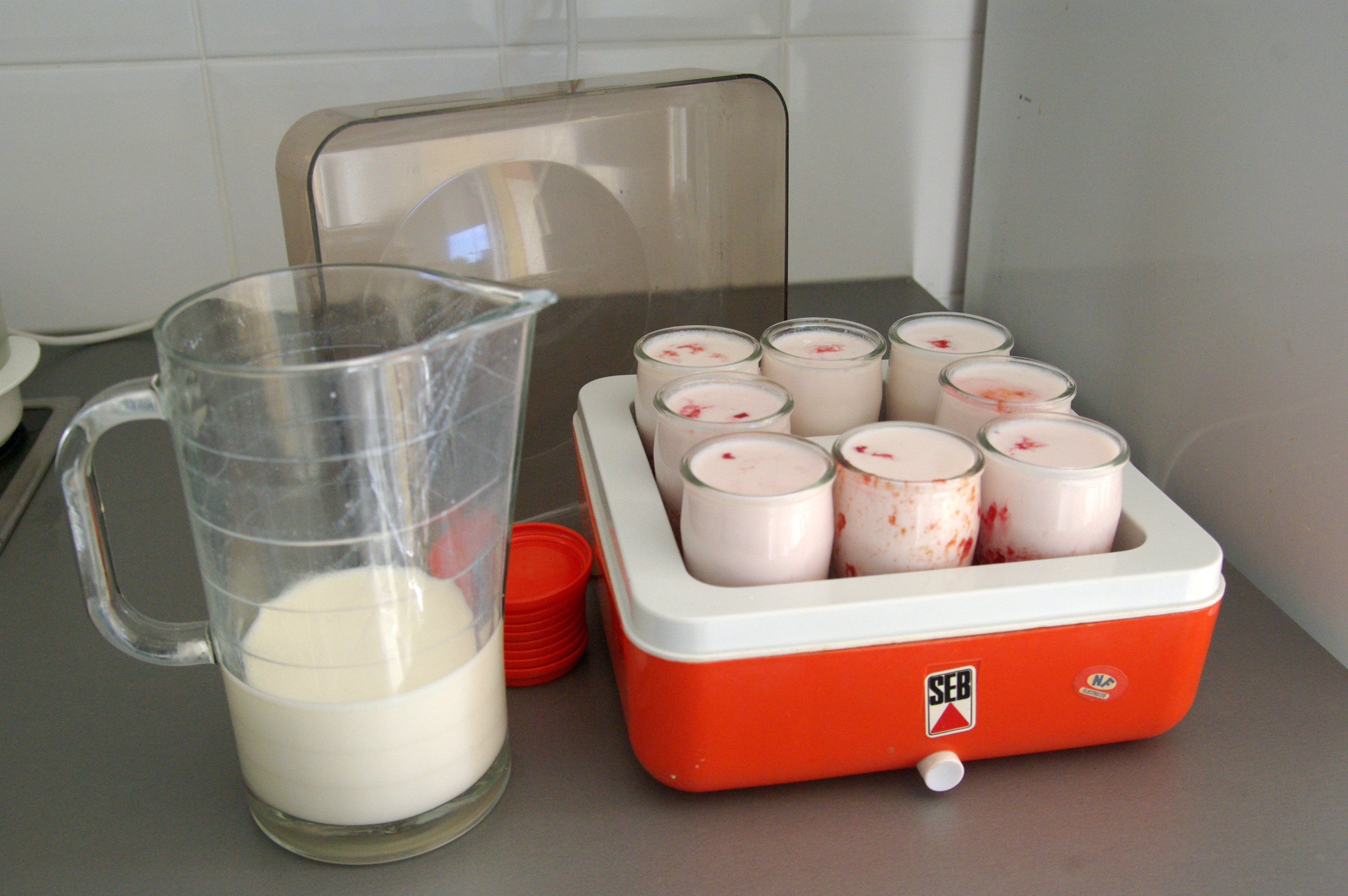
Yaourtière pour fabriquer des yaourts à la maison

À l'heure actuelle, en Occident, la fabrication du yaourt s'effectue artisanalement, à la maison ou industriellement.
Le yaourt est fabriqué à partir de lait (entier, demi-écrémé ou écrémé), généralement de vache mais aussi d'autres mammifères : brebis, chèvre, etc. Ce lait est pasteurisé, et souvent enrichi avec du lait en poudre. Le yaourt aura ainsi une teneur en protéines et en calcium plus importante que du lait normal.
Les protéines du lait jouent un rôle essentiel dans la coagulation à la base de la formation du yaourt et des fromages. Il faut distinguer deux grandes catégories :
- les caséines, rassemblées en agrégats nommés micelles. Elles représentent la majorité des constituants protéiques (82 % pour le lait de vaches). Ce sont elles qui seront déstabilisées par l'acidification du milieu lors de la fermentation et qui permettront la coagulation ;
- les protéines sériques (ou protéines solubles) qui ne précipitent pas sous l'effet de l'acidification.

En production industrielle, le processus de fabrication est divisé en quatre grandes phases. Selon le type de yaourt désiré, yaourt ferme ou brassé, l'étape de la fermentation se situe différemment par rapport à celle du conditionnement,.

Diagramme de fabrication du yaourt, à gauche yaourt ferme, à droite yaourt brassé, d'après Béal et Sodini, 2003

1. Préparation du lait : après une standardisation en matières grasses, le lait est enrichi en matière sèche, généralement par rajout de poudre de lait écrémé ou de protéines de lactosérum ou caséinates. S'ensuit une homogénéisation sous une pression élevée et à 70 °C et éventuellement un rajout de sucre.
2. Traitement thermique : le chauffage à 90 à 95 °C pendant 3 à 5 minutes détruit les micro-organismes pathogènes et indésirables. Il dénature aussi environ 85 % des protéines solubles du lait qui vont ensuite se fixer sur les micelles de caséine[N 4]. Ces modifications se traduisent après fermentation par une amélioration de la fermeté des gels[47].
3. Ensemencement  : après refroidissement de la température de fermentation à 42−45 °C (optimal pour le développement symbiotique des bactéries lactiques), l'ensemencement s'effectue avec une souche de Streptococcus thermophilus (ST) et de Lactobacillus delbrueckii subsp. bulgaricus (LB) dans un rapport de ST/LB=1,2 à 2 pour les yaourts nature et pouvant atteindre 10 pour les yaourts aux fruits[48].
4. Fermentation et conditionnement : les bactéries lactiques absorbent le sucre du lait (le lactose) qu'elles transforment en acide lactique, entraînant une baisse du pH et la coagulation du milieu. Elles produisent par ailleurs des composés carbonylés volatils qui participent à la richesse aromatique : acétaldéhyde (éthanal) à l'odeur fruitée, le diacétyle à odeur de fromage et d'aisselles, l'acétoïne et l'acétate d'éthyle rappelant le dissolvant de vernis à ongles. Selon la texture recherchée, les opérations de fermentation et de conditionnement ne sont pas effectuées dans le même ordre[45] :

- Yaourt ferme : immédiatement après l'ensemencement, le lait est conditionné en pots et ceux-ci sont placés dans une étuve réglée à la température de 42 à 45 °C, pendant 2 à 3 heures, jusqu'à obtention d'environ 1 % d'acidité. La fermentation est stoppée par refroidissement des pots dans des chambres froides fortement ventilées. Ils sont ensuite stockés à 2-4 °C.
- Yaourt brassé : après ensemencement, le lait reste dans le tank à la température de 42 à 45 °C. La fermentation se déroule dans le tank jusqu'à ce que l'acidité de 1 % soit atteinte. Le lait coagulé est ensuite brassé puis refroidi et conditionné dans des pots stockés à 2-4 °C.

Pendant la phase de commercialisation, les yaourts doivent être maintenus dans la chaîne du froid entre 4 et 8 °C. Durant cette période, les bactéries lactiques ne se multiplient pas mais continuent toutefois à produire de l'acide lactique et donc à augmenter la saveur acide du yaourt.
Le lait de soja ne contenant pas de lactose pour nourrir des bactéries, ne peut devenir un yaourt au sens strict du terme. Cependant, il fermente et on obtient, dans une yaourtière, un résultat proche de celui du yaourt ordinaire.
Rappelons que les préparations laitières réalisées selon le même principe mais sans Lactobacillus delbrueckii subsp. bulgaricus ou Streptococcus thermophilus, mais avec d'autres bactéries (bifidus...) ne peuvent porter l'appellation yaourt en France et en Union européenne.
Le yaourt peut être brassé, aromatisé, sucré, mélangé à différents fruits…

## Microbiologie de la fermentation

Symbiose bactérienne, d'après Branger, 2004.

La fermentation lactique est l'étape décisive assurant la transformation du lait liquide en un gel. Les deux bactéries lactiques employées : Streptococcus thermophilus et Lactobacillus delbrueckii subsp. bulgaricus (abr. Lb. bulgaricus – Lb. pour Lactobacillus –, ou L. d. bulgaricus – L. d. pour Lactobacillus delbrueckii) (initialement retenues pour des raisons historiques parce que fréquemment trouvées dans les laits fermentés traditionnels du Moyen-Orient) interagissent en synergie,.
En début de fermentation, les S. thermophilus se développent rapidement. Ils absorbent le lactose et le transforment en L(+) acide lactique, ce qui provoque une baisse du pH (acidification). Ils amorcent aussi le développement de la population de Lb. bulgaricus en produisant des composants capables de stimuler leur croissance, comme l'acide formique et le gaz carbonique.
En retour, Lb. bulgaricus hydrolyse la caséine grâce à une protéinase fixée sur ses parois, qui après d'autres réactions enzymatiques donnent des acides aminés (en particulier la valine). Ces composés indispensables à la croissance des bactéries ne sont pas en quantités suffisantes dans le lait en début de fermentation. Les S. thermophilus qui ont une activité protéinase plus faible, bénéficient donc de la présence du lactobacille.
Grâce à cette action conjointe, les deux espèces croissent rapidement et métabolisent suffisamment de lactose en acide lactique pour que la fermentation soit terminée en 3 à 4 heures, là où chacune aurait passé 12 à 16 heures pour obtenir la même acidité.
Ces deux espèces bactériennes synthétisent aussi des polysaccharides qu'elles excrètent à l'extérieur de la cellule (nommés exopolysaccharides). Ce sont des polymères de galactose, glucose et rhamnose, produits en quantité variable suivant les souches. La présence de ces composés est très recherchée, car ils augmentent la viscosité du yaourt et donnent une consistance onctueuse au produit, appréciée des consommateurs.
Les souches bactériennes produisant le plus d'exopolysaccharides ont été sélectionnées afin de se dispenser d'ajouter des épaississants et gélifiants au produit.

## Coagulation lactique du lait

Modèle de la micelle de caséine, de Horne :
- les sous-micelles sont liées par des ponts phospho-calciques,
- les sous-micelles riches en caséine kappa sont en surface.

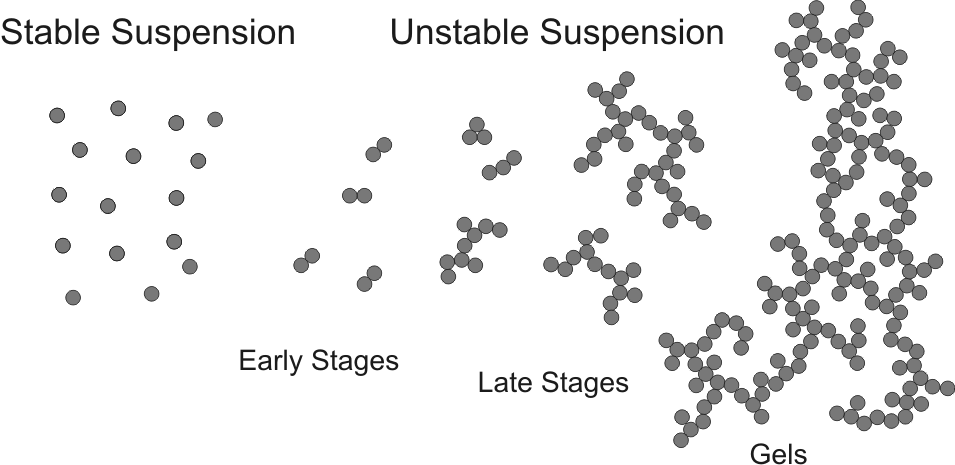
Mode d'agrégation des micelles.

Le lait est une émulsion formée par un mélange aqueux de lactosérum, dans lequel sont dispersés des micelles de caséines et des globules gras.
La micelle de caséine est un agrégat sphérique (de 120 nm en moyenne) qui est constitué de 10 à 100 sous-micelles reliées entre elles par des ponts phospho-calciques,. Elle est très hydratée. L'eau est fixée au chevelu micellaire sous la forme d'une couche d'hydratation en surface.
Les micelles de caséines portent initialement une charge négative nette (quand le lait est encore au pH 6,7).
La précipitation de la caséine résulte de l'abaissement du pH lié à la formation d'acide lactique par les bactéries lactiques. L'acide lactique porte des charges positives qui neutralisent les charges négatives des colloïdes. À pH 4,6 les charges positives et négatives s'équilibrent. C'est ce qu'on appelle le point isoélectrique de la caséine. La neutralisation des charges de surface permet aux micelles de se rapprocher (pour un pH de 5,8 - 5,5) puis de s'agréger par des liaisons électrostatiques et hydrophobes (dès un pH de 5,2). La solubilisation du calcium est totale à un pH de 5,0 suivie par une gélification totale à un pH de 4,9.
Pour le lait ayant subi un traitement thermique à 90 °C, la coagulation du lait se fait cependant à un pH voisin de 5,3. Cette élévation du pH se comprend par le fait que les protéines du lactosérum (des β-lactoglobulines), dénaturées par le traitement thermique, ont un point isoélectrique de 5,3 et qu'elles vont s'associer aux caséines kappa des micelles. De cette association, il résulte une augmentation de la valeur du pH où se fait l'agrégation.

## Consommation

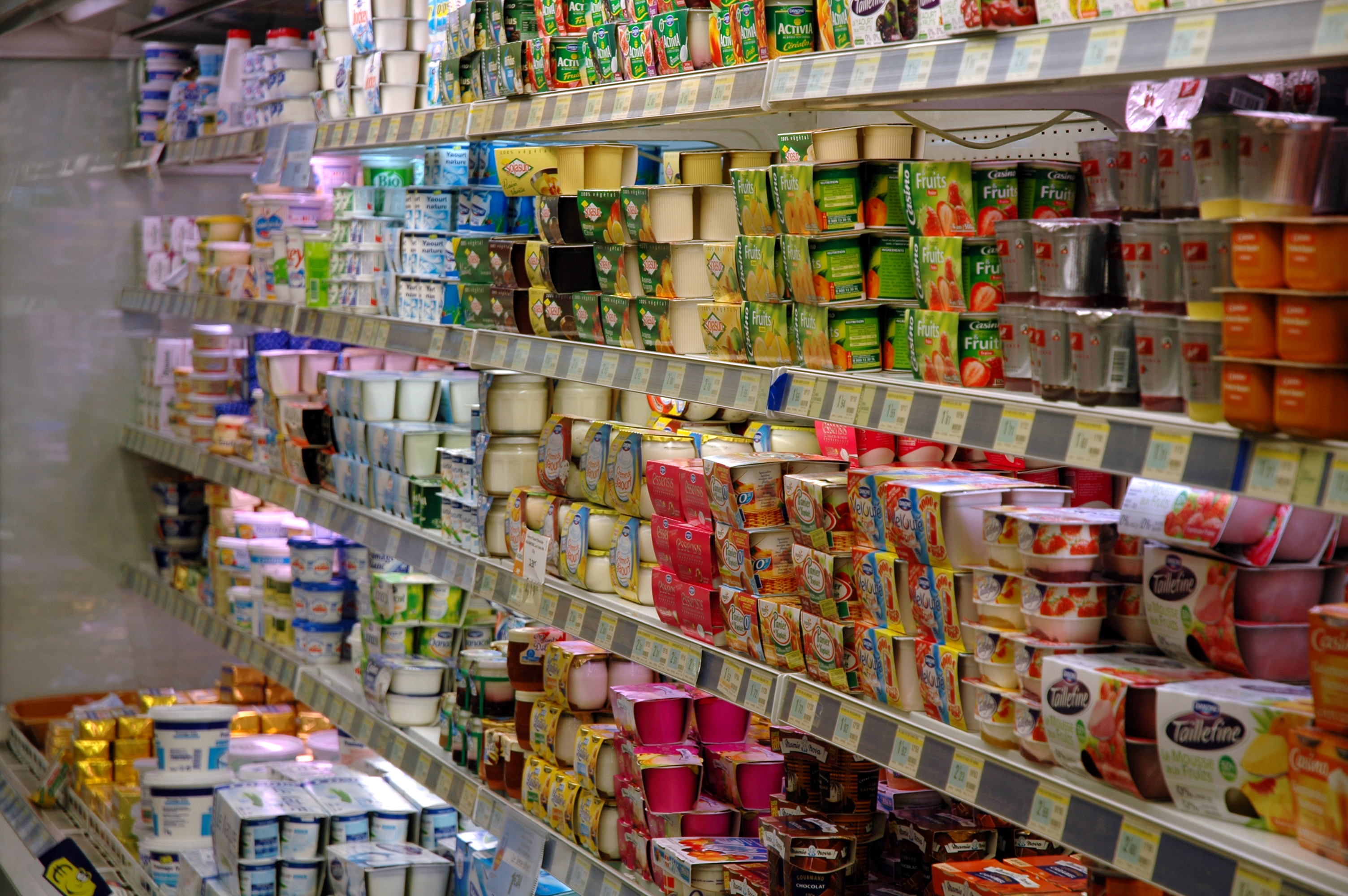
Yaourts et desserts dans un supermarché français.

Avec plus de 21 kilos de yaourt par personne en 2005, les Français, qui ont augmenté de 20 % en dix ans leur consommation, sont les deuxièmes plus gros consommateurs en Europe, derrière les Allemands. Le Programme national nutrition santé lancé en 2001 par le gouvernement français recommande la consommation de trois produits laitiers par jour.
En Occident, le yaourt est généralement consommé sucré, au petit-déjeuner ou en dessert. Il ne doit pas être confondu avec la smantana, une crème épaisse utilisée en Grèce et en Europe de l'Est, ni avec le dough (دوغ) persan ou son équivalent turc, l'ayran, ou le lassi indien (लस्सी), qui sont des boissons préparées à partir de yaourt et d'eau, généralement agrémentées de sel, d'épices et de feuilles de menthe séchées.
Le yaourt est également utilisé dans tous les pays du golfe Persique ainsi qu'en Turquie, en Grèce et en Arménie, en sauce, coupé avec de l’eau, du sel et des épices, consommée en cours de repas ou comme composante des plats. La forme la plus connue est la sauce tzatzíki (τζατζίκι) grecque, le plat en sauce persan qui mêle yaourts et concombres, le mast-o-khiar iranien, ou le raïta indien.
Le yaourt (dahi) est très utilisé dans la cuisine du sous-continent indien, à la fois pour la préparation de chutneys, de sauces ou de marinades, par exemple pour le dahi baingan (aubergines au yaourt).

## Propriétés biologiques

### Valeur nutritionnelle
En plus d’être apprécié pour son goût et sa texture, le yaourt a une valeur nutritionnelle remarquable : un apport énergétique relativement faible (en moyenne 90 kcal pour un pot de 125 g de yaourt nature classique). Pauvre en sel et en matières grasses, il est riche en protéines et en potassium. Le yaourt contient également l'ensemble des vitamines B, de la vitamine A, D et K.
Un pot de yaourt fournit 140 à 180 mg de calcium, soit 18 % de l'apport quotidien conseillé pour un adulte, et 23 % pour un enfant. Le calcium des produits laitiers serait mieux assimilé par l'organisme que celui d'origine végétale, en raison de sa teneur en protéines et en phosphore qui participent à une meilleure assimilation.
La composition d'un yaourt nature non sucré est proche de celle du lait de vache. L'apport en calcium, phosphore, riboflavine (vitamine B2) et en vitamine B12 représente un certain intérêt nutritionnel.
Teneur en nutriments du yaourt nature (valeurs pour 100 g de yaourt et pour un yaourt de 125 g) :
|                   | Yaourt entier non sucré 100 g | % des apports de référence | Yaourt de 125 g | % des A.R. |
| ----------------- | ----------------------------- | -------------------------- | --------------- | ---------- |
| Eau               | 87,90 g                       | --                         | 109,88 g        | --         |
| Énergie           | 61 kcal                       | 3 %                        | 76,25 kcal      | 3,8 %      |
| Lipides           | 3,25 g                        | 4,64 %                     | 4,06 g          | 5,80 %     |
| Glucides          | 4,66 g                        | 1,79%                      | 5,83 g          | 2,24 %     |
| Protéines         | 3,47 g                        | 6,94 %                     | 4,34 g          | 8,66 %     |
| Sel               | 0,12 g                        | 2,00 %                     | 0,14 g          | 2,40 %     |
| Calcium           | 121 mg                        | 15,13 %                    | 151,25 mg       | 18,91 %    |
| Phosphore         | 95 mg                         | 13,57 %                    | 118,75 mg       | 16,96 %    |
| Potassium         | 155 mg                        | 7,75 %                     | 193,75 mg       | 9,69 %     |
| Vitamine A totale | 27 μg                         | 3,37 %                     | 33,75 μg        | 4,22 %     |
| Riboflavine (B2)  | 0,142 mg                      | 11 %                       | 0,178 mg        | 12,71 %    |
| Vitamine B12      | 0,37 μg                       | 14,80 %                    | 0,46 μg         | 18,50 %    |

Beaucoup de yaourts sont vendus accompagnés de fruits, aromatisés et/ou sucrés. Il est alors courant que la teneur en glucides (saccharose essentiellement) atteigne 15 g pour 100 grammes de produit. D'autres spécialités (la plupart des brassés et des veloutés par exemple) contiennent plus de lipides parce qu'on a ajouté de la crème au lait avant fermentation. Certains sont gélifiés, contenant de l'amidon qui a été ajouté dans ce but. D'autres encore comme le yaourt à la grecque contiennent plus de protéines (c'est un yaourt égoutté), et éventuellement plus de crème également, selon la recette exacte du fabricant. Il convient de vérifier le tableau d'information nutritionnelle.

### Digestibilité du lait
Environ 65 % des adultes dans le monde digèrent mal le lactose, contenu en grandes quantités dans le lait.
Pour digérer le lactose, le corps sollicite une enzyme : la lactase Or, l'activité de cette enzyme bêta-Galactosidase diminue avec l'âge ou lorsque la personne cesse de boire du lait en quantité importante. La lactase, nécessaire pour digérer le lactose, devient alors isofonctionnelle.
Une activité faible ou insuffisante de cette enzyme engendre une intolérance, qui se caractérise par des douleurs abdominales, ballonnements, colopathies, diarrhées, nausées, mais aussi des réactions cutanées (irritations, rougeurs, eczéma...), des allergies, ou des troubles du sommeil.
Contrairement aux autres produits laitiers, le yaourt peut être consommé en cas d'intolérance au lactose,. Le sucre présent dans le yaourt est plus facilement assimilé par l'organisme. L'Autorité européenne de sécurité des aliments explique dans un avis du 19 octobre 2010 que les « ferments vivants du yaourt améliorent la digestion du lactose »,.
Des chercheurs ont réussi à démontrer que l’ingestion de yaourt, plutôt que du lait, diminuait la production d’hydrogène[précision nécessaire] et atténuait les symptômes. Cet effet est associé aux bactéries vivantes qui, lors de la fermentation du yaourt, consomment une grande partie du lactose présent dans le lait pour le transformer en glucose et en galactose et produire de l’acide lactique ou L-lactate qui n'entraîne pas de symptômes.
La teneur en enzyme aide également à la digestion du lactose dans les intestins. Enfin, la texture du yaourt et sa viscosité permettent un transit plus lent, laissant plus de temps aux enzymes pour la digestion.
Dans les cas d’allergie aux protéines du lait, quelques articles font état d’une induction de la tolérance grâce à l’introduction de doses croissantes de protéines de lait dans l’alimentation. La quantité de lait consommée est au départ infime, et augmente petit à petit. Cette « guérison » n’est possible que chez des enfants tolérant la dose minimale du départ, et n’est pas automatique. En outre, les personnes allergiques aux protéines de lait ayant acquis une tolérance doivent continuer à consommer des produits laitiers, sinon la tolérance disparaît.

## Les bienfaits sur la santé
La présence de 100 à 1 050 millions de bactéries vivantes par millilitre de yaourt aurait un impact positif sur la santé de l'humain. Les nombreuses recherches menées, pour certaines par les producteurs de yaourt, pour d'autres par des agences de santé, apportent à ce sujet des résultats contradictoires. 
Une demande déposée par Danone auprès de l'EFSA pour citer les « bienfaits pour la santé » de ses produits Activia et Actimel, a finalement été retirée en avril 2010 par cette firme, le niveau de preuve de ces affirmations étant jugé non satisfaisant par l'Agence européenne de sécurité alimentaire,. Parallèlement, Danone a été condamné en 2009 pour publicité abusive pour les mêmes produits aux États-Unis, et n'utilise plus certaines allégations.

### Guérison de diarrhées
Le yaourt est un probiotique car il diminue la durée de certains types de diarrhées, en particulier chez l’enfant. L’Organisation mondiale de la santé recommande de remplacer le lait par le yaourt, dans la mesure du possible, au cours du traitement de la diarrhée car il est mieux toléré que le lait et peut contribuer à la prévention de la malnutrition ou à rétablir une nutrition suffisante[réf. nécessaire].

### Incidence sur les risques de cancer
Une étude épidémiologique récente conduite en France a montré que les personnes consommant du yaourt présentent un risque plus faible de développer des adénomes colorectaux importants , mais une autre, montre une augmentation des cancers de la prostate.

### Taux de cholestérol dans le sang
Des études ont montré que la consommation régulière de yaourt n’augmente pas la concentration plasmatique en cholestérol[réf. nécessaire]. Plusieurs recherches à grande échelle menées sur différents continents, montrent les effets positifs du yaourt sur l'hypertension et les maladies cardiovasculaires[réf. nécessaire].
La cohorte MONA LISA-NUT (Monitoring national du risque artériel) a accompagné 3078 hommes et femmes. L'étude a révélé que plus la consommation de produits laitiers peu gras était élevée (lait, yaourt, fromage blanc), plus le taux de LDL était bas. Ces résultats correspondent à une baisse du risque de mortalité cardiovasculaire de 30 % à 10 ans.
Ces résultats mettent en avant le rôle bénéfique des bifidobactéries, et du calcium qui fait baisser la tension artérielle et le risque de diabète.

### Santé osseuse
Grâce à sa composition riche en nutriments (phosphore, calcium, protéines, potassium…) et en vitamines, le yaourt contribue à la minéralisation des os et à la croissance. Il favorise le développement de la masse osseuse pendant l’enfance et l’adolescence. Il apporte 23 % des apports journaliers recommandés en calcium chez l'enfant et 18 % chez l'adulte.
La présence de protéines et de phosphore facilite l'assimilation du calcium dans l'organisme. Le calcium et les protéines favorisent l'acquisition d'un pic optimal de masse osseuse jusqu'à l'âge adulte. Ceux-ci permettent ensuite de limiter la perte osseuse liée au vieillissement.
Selon plusieurs études, le yaourt préviendrait le risque de fracture de la hanche et lutterait contre l'ostéoporose,,.

### Santé dentaire
Les produits laitiers renforceraient également les défenses naturelles contre la plaque dentaire, de l'émail et lutteraient contre les caries,. Des chercheurs indiens ont suivi 68 étudiants. Certains devaient consommer du fromage, d'autres du yaourt ou encore du lait. Seuls le fromage et le yaourt augmentent le niveau de calcium et de phosphore de la plaque dentaire et diminuent le pH, protégeant ainsi les dents des caries. Le lait a eu des résultats moins probants.
D'après un rapport du CNIEL (Centre National Interprofessionnel de l’Économie Laitière), le yaourt contiendrait aussi des ferments qui réduiraient le développement de microorganismes tels que les Streptococcus mutans, responsables des caries. Par ailleurs, sa consommation pourrait réduire l'apparition de gingivite. Selon eux, les produits laitiers devraient être proposés aux enfants en fin de repas dans les cantines afin de réduire l'apparition de caries.

### Diabète
Une forte consommation de yaourt réduirait le risque de développer un diabète de type 2. C'est ce que révèlent deux études, britannique et américaine, menées auprès de 204 000 personnes,.
Dans l'enquête britannique réalisée auprès de 4 000 personnes, publiée en janvier 2014 dans la revue Diabetologia, des scientifiques ont découvert qu'une consommation de 4 à 5 yaourts par semaine diminue le risque de 28 %,,. Selon eux, ces résultats s'expliquent par la composition du yaourt. Les bactéries, la fermentation, la faible teneur en matières grasses ainsi que le faible indice glycémique sont soulignés. Les résultats mettent également en avant la présence de vitamine K et de probiotiques, qui ont un effet protecteur contre le diabète. Les scientifiques précisent toutefois que les consommateurs de yaourts mangent moins de desserts sucrés et de produits gras, ce qui explique aussi ces bons résultats,.
L'étude de l'université Harvard portait sur la méta-analyse de 200 000 personnes suivies pendant 30 ans,, réparties en 3 cohortes. Les scientifiques ont constaté qu'une augmentation de la consommation entraîne une diminution du risque de développer le diabète de type 2. Ils soulignent la présence bénéfique de magnésium, calcium, acides gras et bactéries.